# Paracelsus-Preis

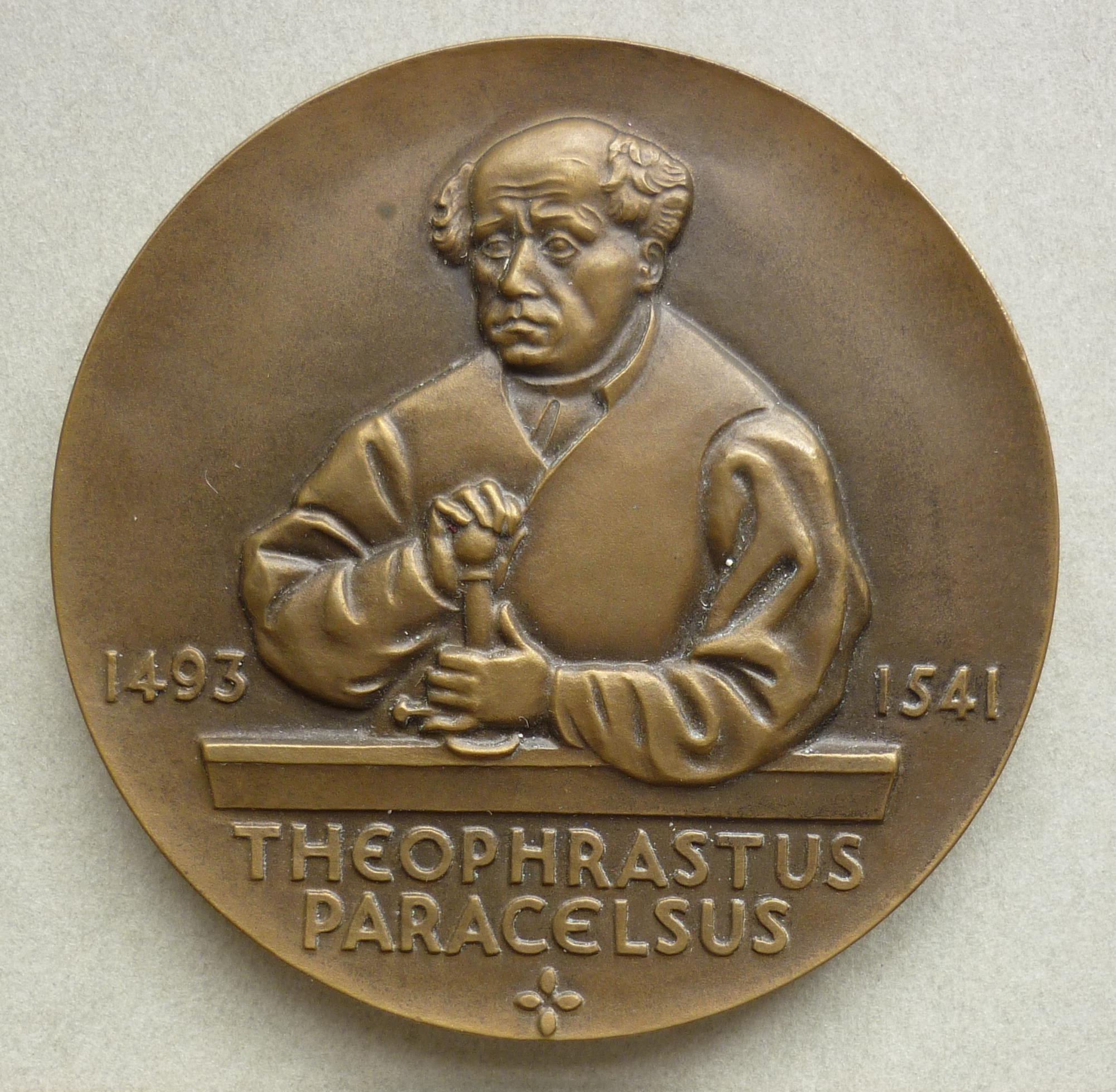
Paracelsus-Medaille der Schweiz. Chem. Gesellschaft, 1940 von Werner F. Kunz zum 500. Todestag von Paracelsus geschaffen

Der Paracelsus-Preis ist ein Preis der Schweizerischen Chemischen Gesellschaft für herausragende Chemiker von internationalem Status. Er ging aus der seit 1940 bestehenden Paracelsus-Medaille hervor und wurde erstmals 1982 verliehen.
Er wird alle zwei Jahre verliehen und ist mit 20 000 Schweizer Franken und einer Goldmedaille dotiert. Der Preis ist nach Paracelsus benannt.

## Preisträger
Paracelsus-Medaille
- 1941: Robert Robinson
- 1953: Otto Hahn
- 1955: Raymond Marie Florent Delaby
- 1958: Friedrich Fichter
- 1959: Hans Meerwein
- 1964: Christopher Kelk Ingold
- 1967: Manfred Eigen
- 1971: John Monteath Robertson
- 1976: Emile Cherbuliez, Gerold Schwarzenbach, Vladimir Prelog

Paracelsus-Preis
- 1982: Jean-Marie Lehn
- 1984: Elias James Corey
- 1986: Jack D. Dunitz
- 1988: Frank Westheimer
- 1990: Ronald Breslow
- 1992: Jack Halpern
- 1994: Frank Albert Cotton
- 1996: Jack Lewis, Baron Lewis of Newnham
- 1999: Albert Eschenmoser
- 2002: Martin Quack
- 2004: George M. Whitesides
- 2006: Jack Baldwin
- 2008: Ben Feringa
- 2010: Steven Ley
- 2012: Bernd Giese
- 2014: Richard R. Schrock
- 2016: Michael Grätzel
- 2018: Ruedi Aebersold
- 2020: Scott E. Denmark
- 2022: Antonio Togni
- 2024: Armido Studer[1]